# St. Jakob (Unterpfaffenhofen)

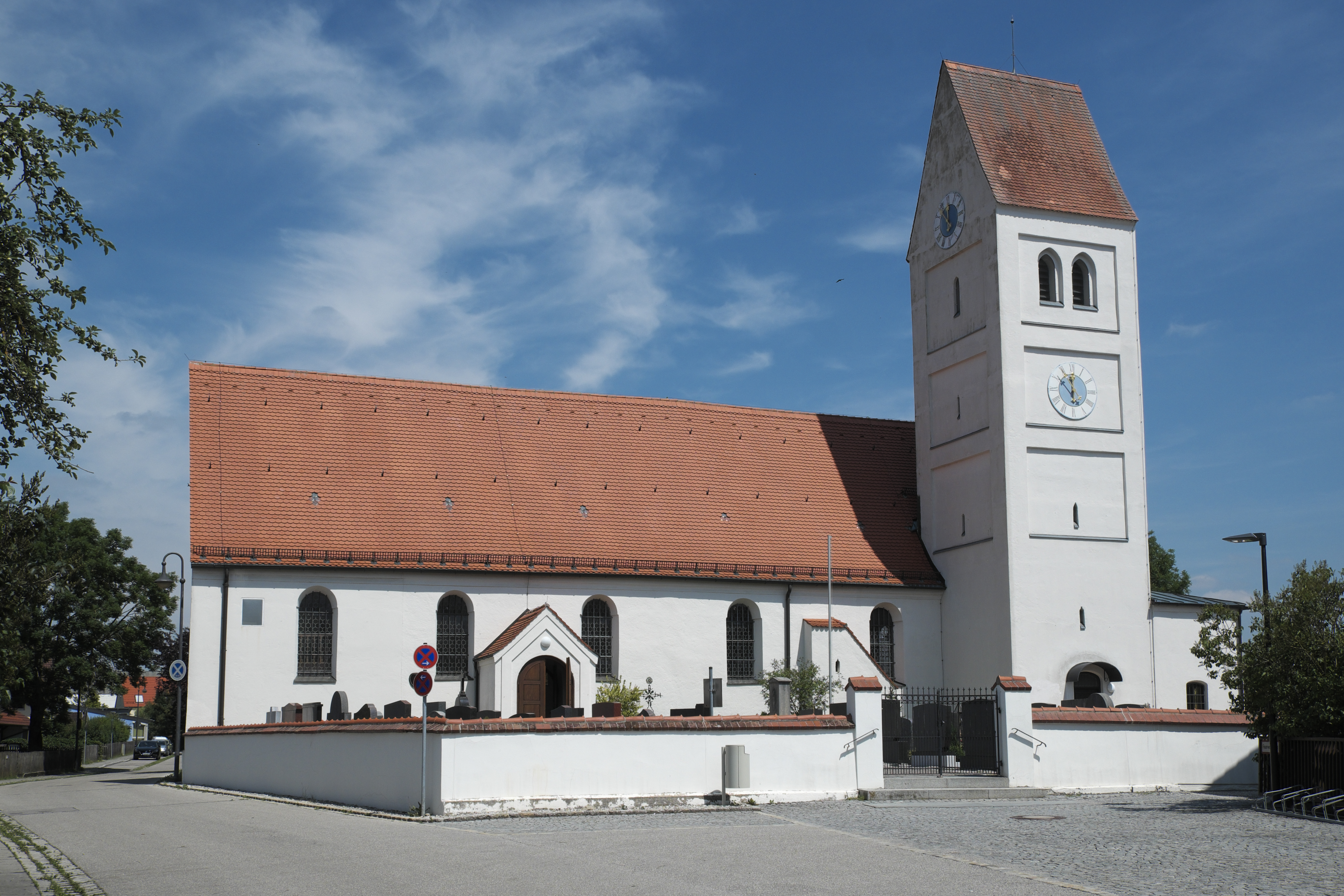
Alte Pfarrkirche St. Jakob

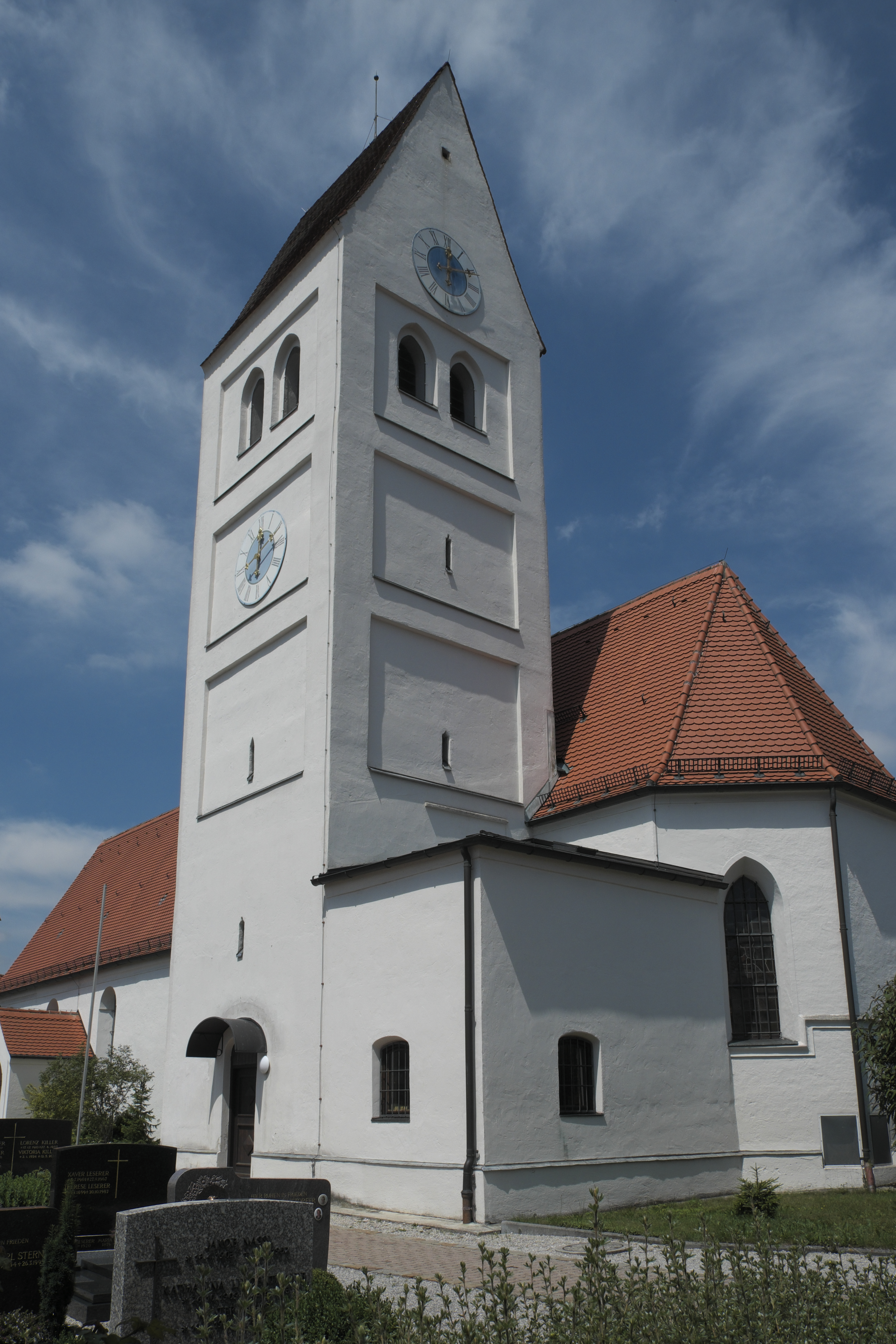
Glockenturm

Die alte katholische Pfarrkirche St. Jakob, heute Filialkirche, in Unterpfaffenhofen, einem Ortsteil von Germering im oberbayerischen Landkreis Fürstenfeldbruck, wurde um 1500 an der Stelle einer romanischen Vorgängerkirche errichtet. Die Kirche, die dem Apostel Jakobus dem Älteren geweiht ist, gehört zu den geschützten Baudenkmälern in Bayern.

## Geschichte
Unter der heutigen Kirche wurden bei Ausgrabungen eine römische Hypokaustenanlage und die Fundamente eines romanischen Kirchenbaus entdeckt. Das Ziegelmauerwerk des östlichen Langhauses wurde über romanischen Tuffsteinquadern errichtet. Der Chor und der Turm entstanden um 1500. Ende des 17. Jahrhunderts wurde die Kirche im Stil des Barock umgestaltet und die Langhausdecke mit Rahmenstuck ausgestattet. Im Jahr 1740 wurde das Langhaus verlängert und an der Südseite die Sakristei und ein Vorzeichen angebaut. Zur gleichen Zeit erhielt die Kirche ihre Ausstattung im Stil des Rokoko. Im Jahr 1902 erfolgte eine weitere Verlängerung des Langhauses.
Seit dem Bau der neuen Pfarrkirche St. Johannes Bosco im Jahr 1956 ist St. Jakob Filialkirche.

## Architektur

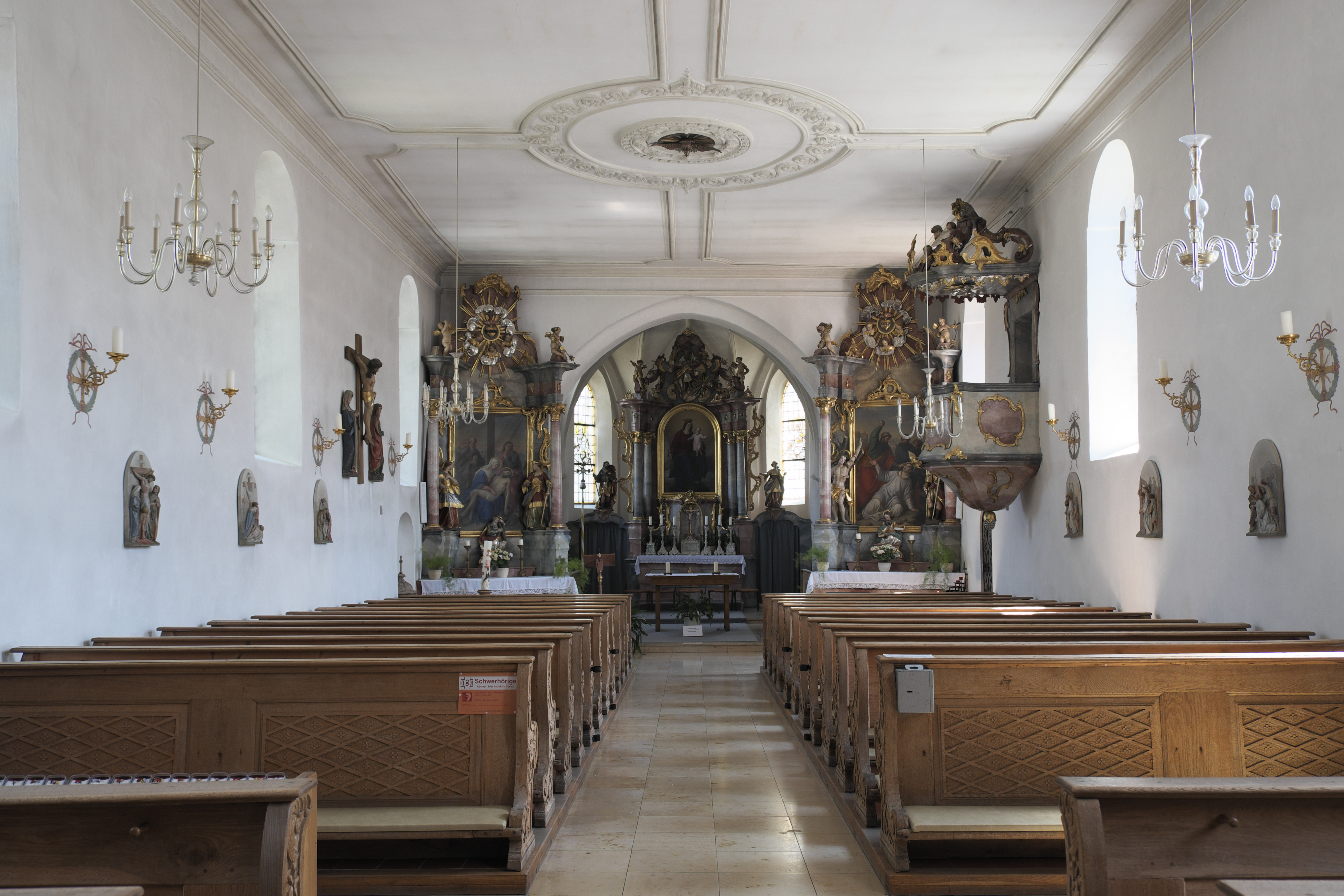
Innenraum

Im südlichen Chorwinkel steht der mit einem Satteldach gedeckte, noch aus der Gotik stammende Glockenturm. Zwischen dem Turm und dem Vorzeichen ist der Außenaufgang der Kanzel angebaut. Das einschiffige Langhaus ist flachgedeckt. Der eingezogene, dreiseitig geschlossene Chor besitzt ein Netzgewölbe, dessen Rippen auf Konsolen aufliegen, die in der Zeit der barocken Umgestaltung der Kirche mit Engelsköpfen verziert wurden.

## Ausstattung
- Der Hochaltar stammt wie die Seitenaltäre, das Gestühl und die Kanzel aus der Zeit des Rokoko. Das Altarbild von Max Bernatz aus dem Jahr 1898 stellt die Muttergottes mit dem Jesuskind dar. Über den Durchgängen stehen die Figuren des Apostels Jakobus des Älteren und der heiligen Barbara.
- Die beiden Figuren der heiligen Katharina und der heiligen Margareta am nördlichen Seitenaltar stammen aus der Zeit des Rokoko. Das Altarblatt mit der Darstellung der Beweinung Christi wurde um 1860 von Georg Lacher im Nazarenerstil ausgeführt. Die Halbfigur auf der Altarmensa stellt den Apostel Andreas mit seinem x-förmigen Kreuz dar.
- Das ebenfalls von Georg Lacher gemalte Bild des südlichen Seitenaltars hat die Steinigung des heiligen Stephanus zum Thema. Es wird flankiert von den Rokoko-Skulpturen der beiden Pestheiligen, dem von Pfeilen durchbohrten heiligen Sebastian und dem heiligen Rochus von Montpellier, der auf seine Wunde zeigt. Auf der Altarmensa ist die Halbfigur des Apostels Simon zu sehen, der an seinem Attribut, der Säge, zu erkennen ist.
- Die Kanzel besitzt einen Korb aus marmoriertem Holz, an dem unten eine vergoldete Traube hängt.
- Die beiden Assistenzfiguren Maria und Johannes der Kreuzigungsgruppe an der nördlichen Langhauswand stammen noch aus spätgotischer Zeit. Das Kruzifix wird ins 16. oder 17. Jahrhundert datiert.
- Dreistimmiges Bronzegeläute (dis1 fis1 gis1) gegossen als Nachkriegsgeläute von der Erdinger Glockengießerei. Die kleinste Glocke im Turm mit Schlagton cis2 ist historisch und stammt aus dem 17. Jahrhundert.[3]

### Orgel

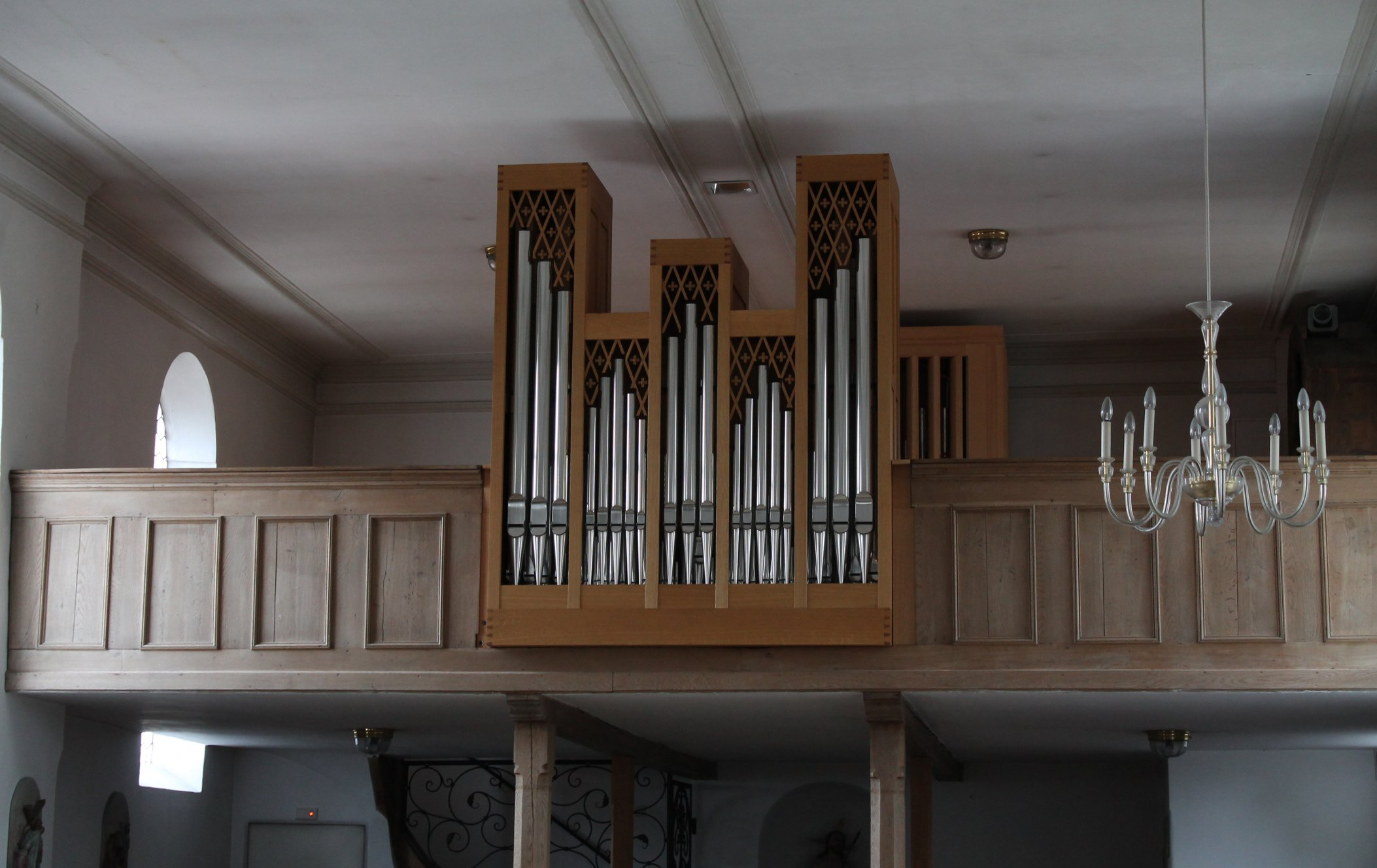
Die Kaps-Orgel

Die Orgel mit 15 Registern, dazu drei Transmissionen, auf zwei Manualen und Pedal wurde 2009 von Christoph Kaps neu gebaut. Die Disposition lautet:
| I Hauptwerk C–g3 |       |
| Prinzipal        | 8′    |
| Flauto amabile   | 8′    |
| Octave           | 4′    |
| Flauto dolce     | 4′    |
| Oktave           | 2′    |
| Mixtur III       | 1 ⁄3′ |
| Tremolo          |       |

| II Schwellwerk C–g3 |        |
| Gedeckt             | 8′     |
| Viola               | 8′     |
| Viola celeste       | 8′     |
| Flauto traverso     | 4′     |
| Nasard              | 2 ⁄3′  |
| Flautino            | 2′     |
| Terz                | 1 3⁄5′ |
| Horn                | 8′     |
| Tremolo             |        |

| Pedal C–f1           |     |
| Subbass              | 16′ |
| Bordun (aus SW)      | 8′  |
| Violoncello (aus SW) | 8′  |
| Basshorn (aus SW)    | 8′  |

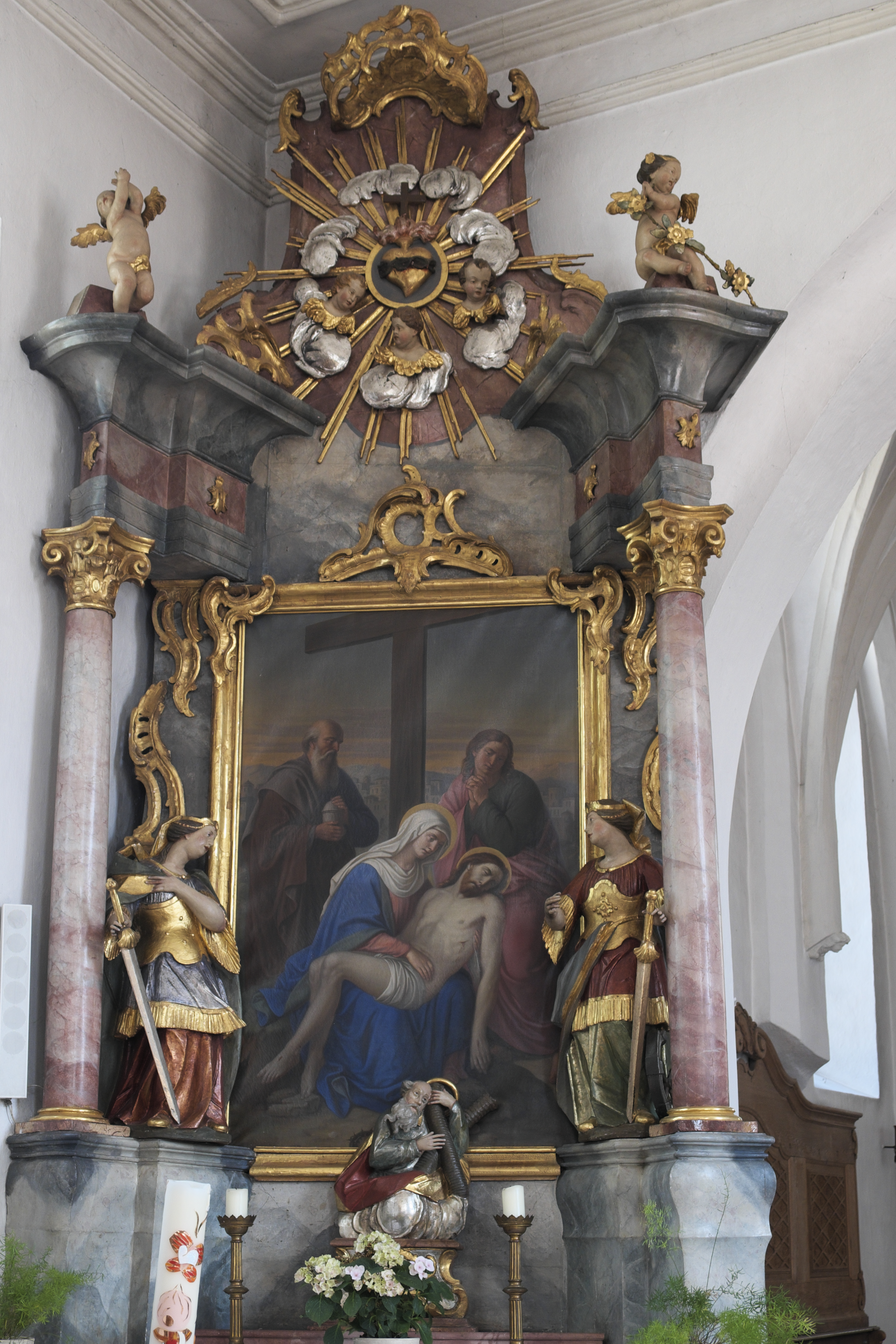
Nördlicher Seitenaltar
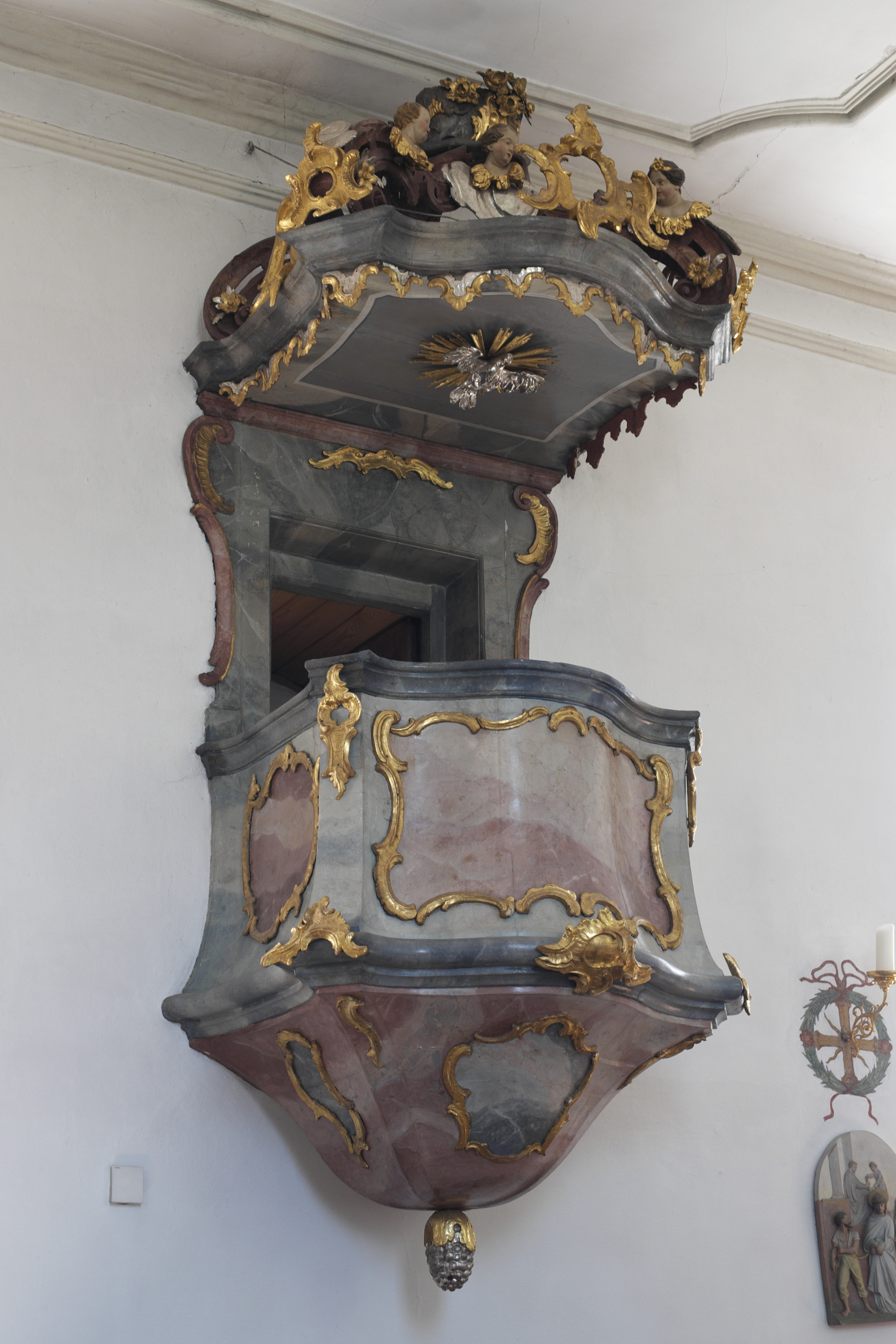
Kanzel
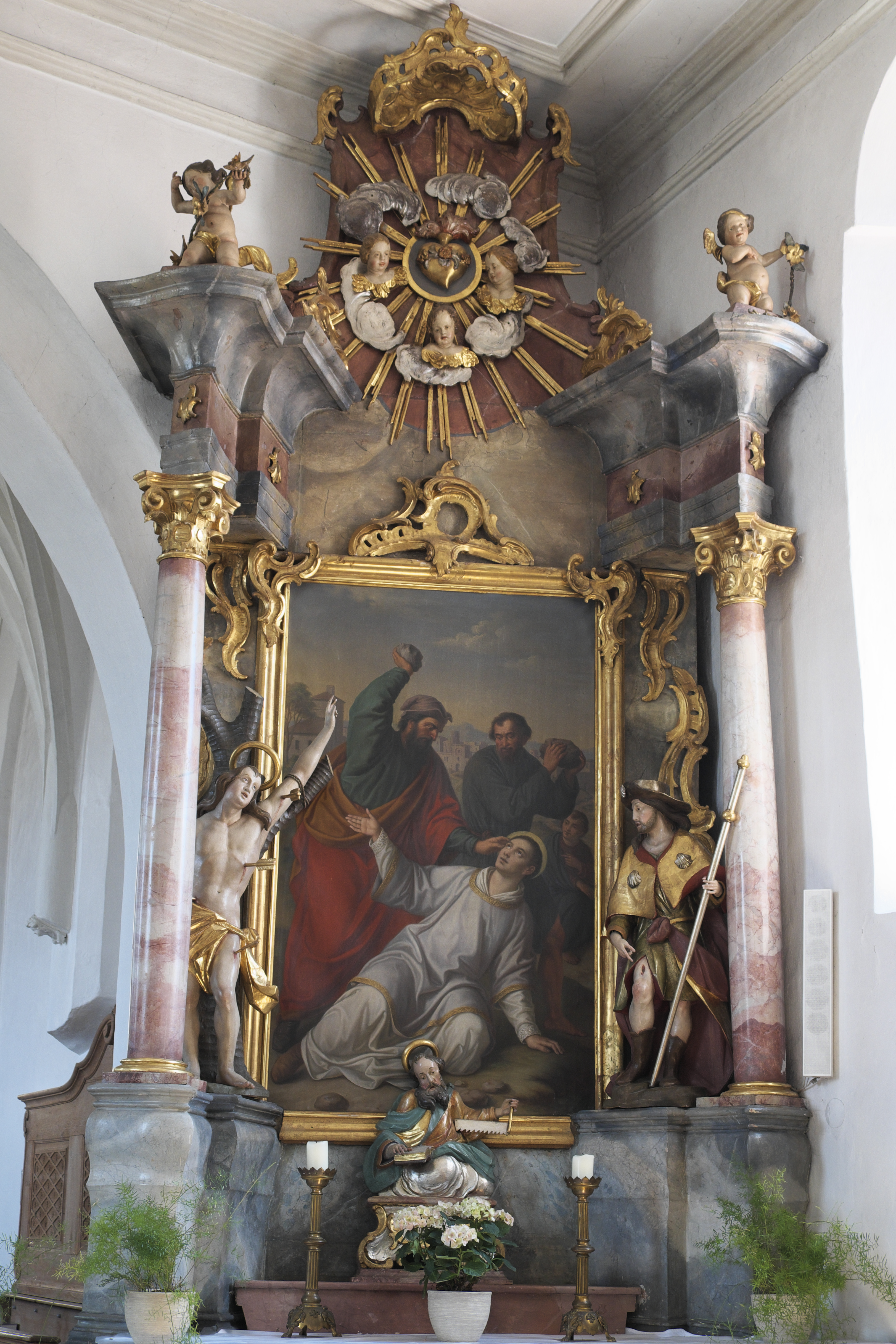
Südlicher Seitenaltar

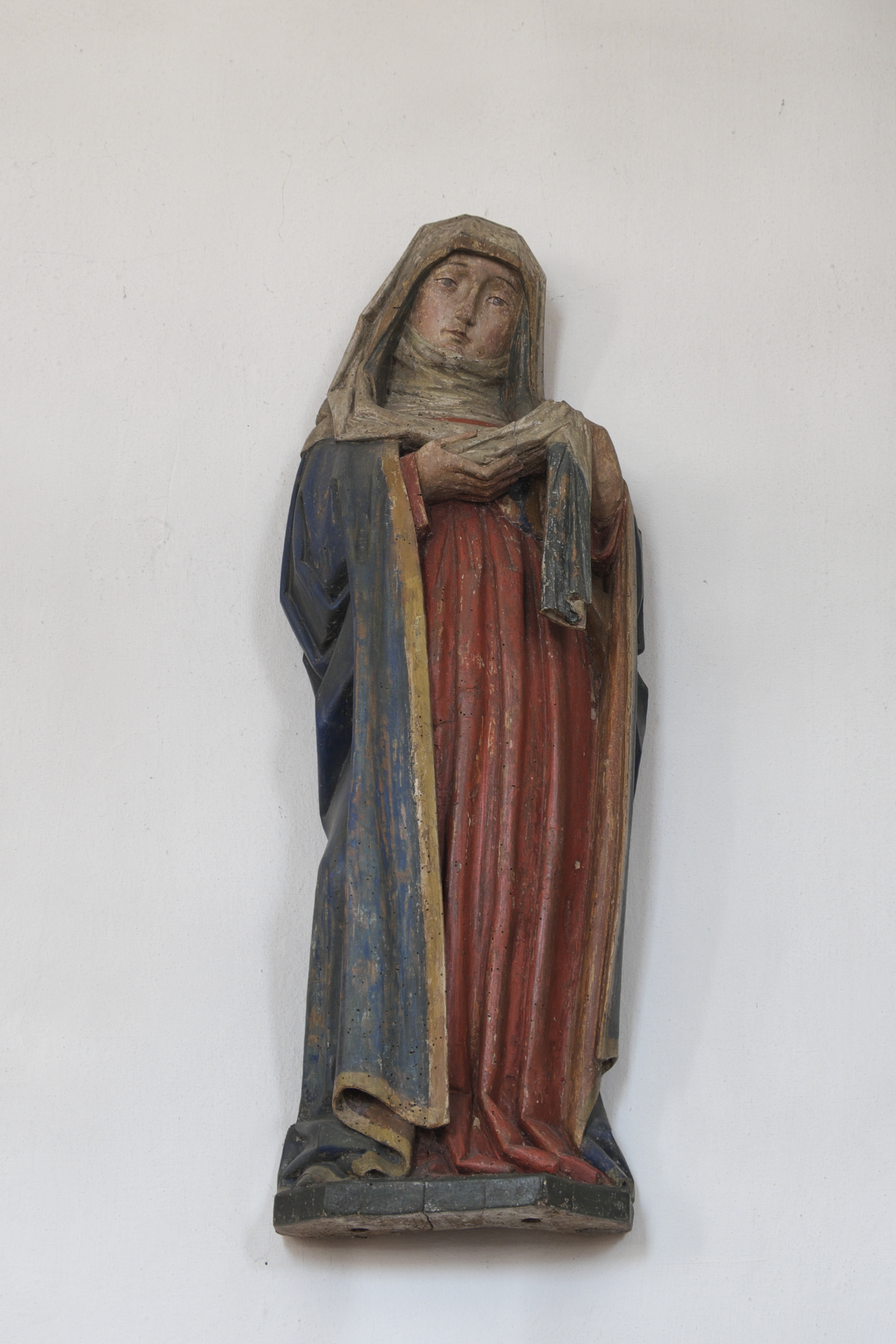
Maria
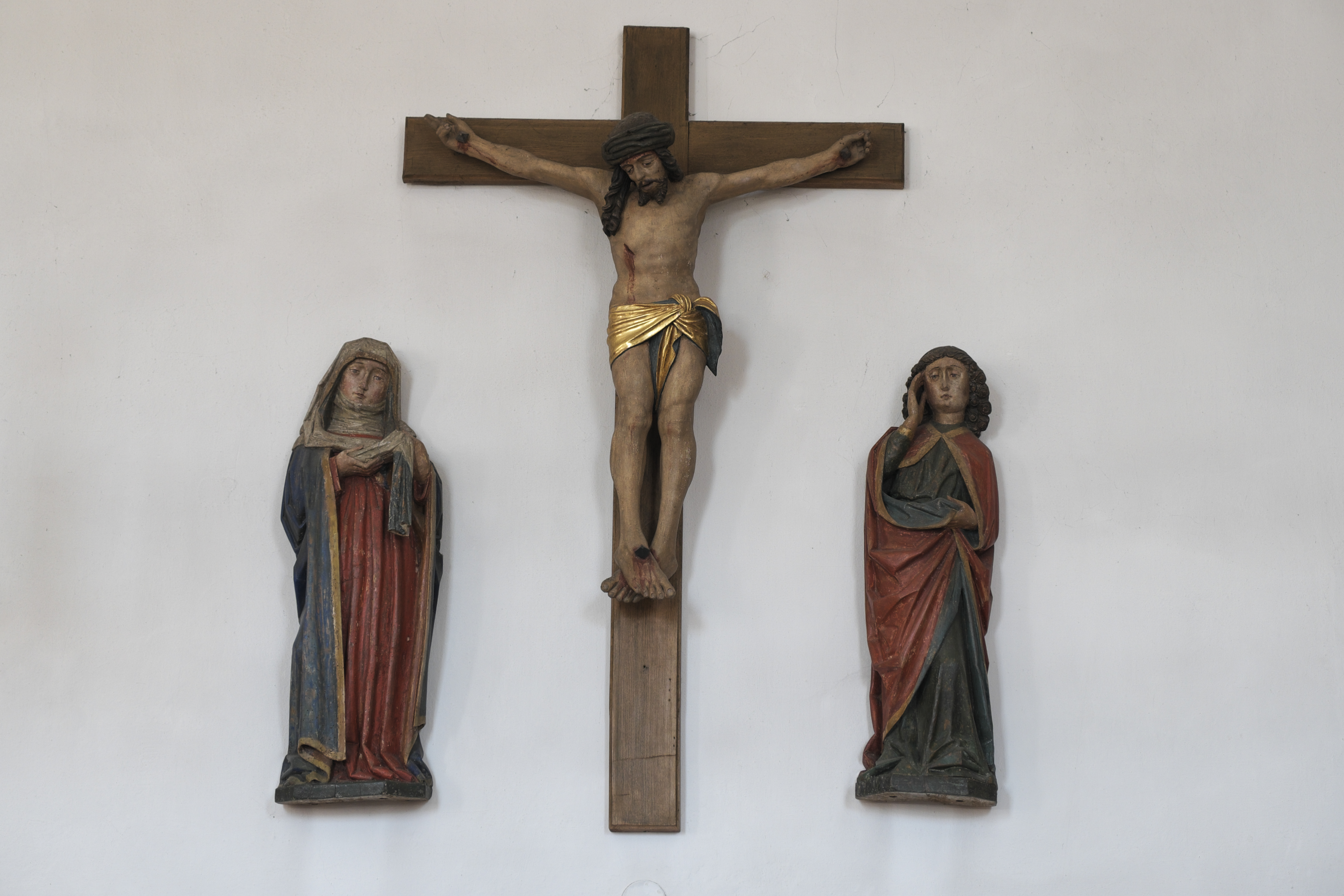
Kreuzigungsgruppe
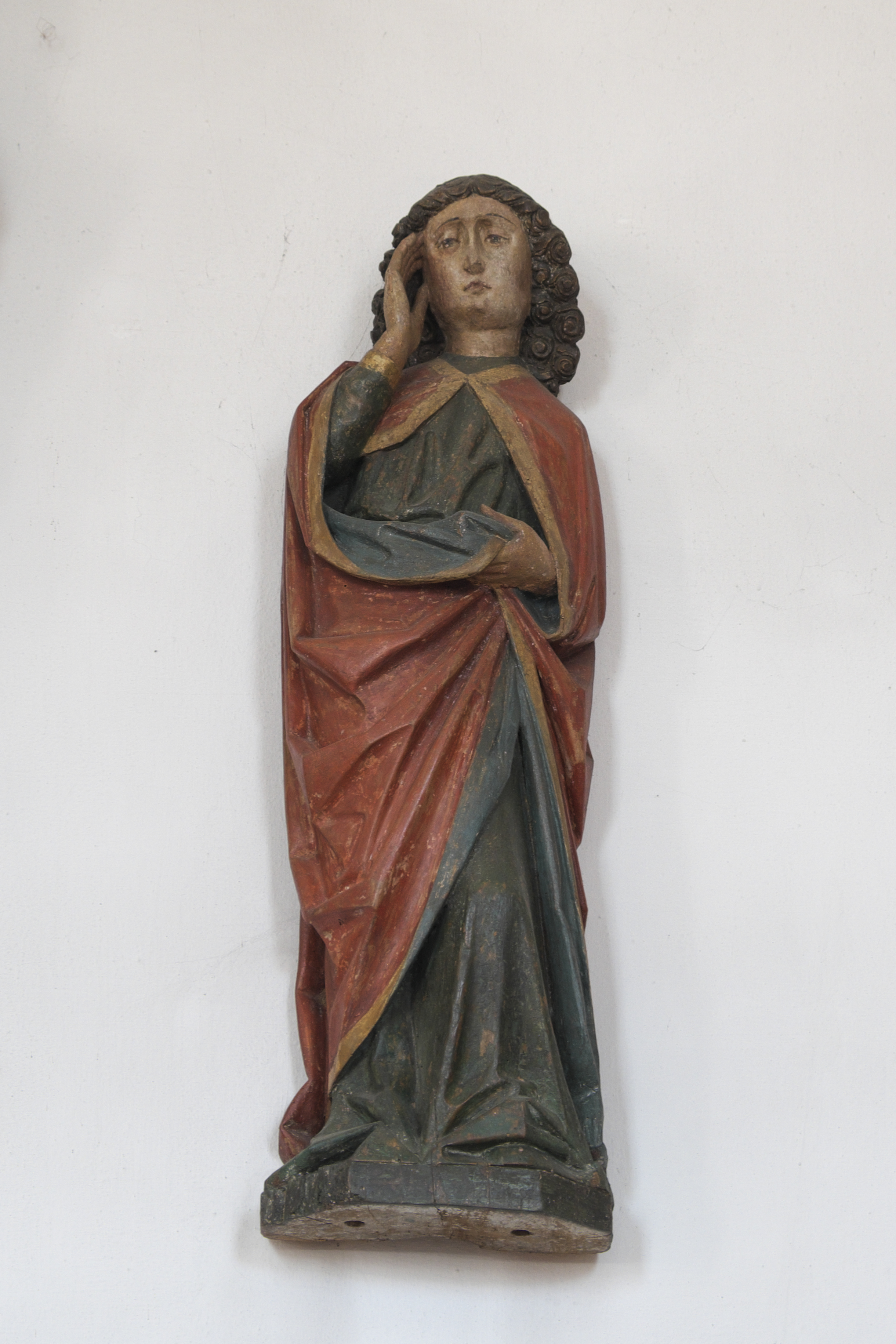
Johannes